# Беспалов, Олег Ярославович
Олег Ярославович Беспалов (1961—1981) — рядовой Вооружённых Сил СССР, участник войны в Афганистане, погиб при исполнении служебных обязанностей, кавалер ордена Красной Звезды (посмертно).

## Биография
Родился 1 октября 1961 года в городе Чебоксары Чувашской АССР в семье офицера Советской Армии.
Учился в Чебоксарской средней школе № 7 имени Олега Кошевого. После её окончания трудился вальцовщиком на производственном объединении имени В. И. Чапаева в родном городе. Одновременно с учёбой и работой занимался в Чебоксарском аэроклубе ДОСААФ. 22 октября 1979 года Беспалов был призван на службу в Вооружённые Силы СССР. Проходил службу в воздушно-десантных войсках.
В марте 1980 года Беспалов направлен в Демократическую Республику Афганистан, где стрелком-гранатомётчиком десантно-штурмового отделения в составе 317-го парашютно-десантного полка 103-й гвардейской воздушно-десантной дивизии. Многократно участвовал в боевых операциях, проводившихся воздушно-десантными подразделениями. В октябре 1981 года взвод Беспалова выполнял очередную боевую задачу в афганской провинции Кандагар. 19 октября 1981 года, за три дня до завершения срочной службы рядового Беспалова в рядах Вооружённых Сил СССР, его подразделение столкнулось с противником и приняло бой. Силы афганской оппозиции оказали в тот день советским войскам ожесточённое сопротивление. В том бою Беспалов получил смертельное ранение и вскоре скончался. Похоронен на кладбище № 3 в его родном городе Чебоксары.
Указом Президиума Верховного Совета СССР рядовой Олег Ярославович Беспалов посмертно был удостоен ордена Красной Звезды.

## Память
- В честь Беспалова в 2009 году была переименована улица Жданова в Чебоксарах[3].
- Имя Беспалова присвоено Чебоксарской средней школе № 7, в которой он некогда учился[4].
- На доме, где до своего призыва в Советскую Армию жил Беспалов, в память о нём в 2006 году установлена мемориальная доска[5].
- Имя Беспалова носят проводящиеся в Чебоксарах первенство по армспорту среди юношей и девушек[6] и турнир по футзалу[7].